# Altmärkische Wische
Altmärkische Wische é um município da Alemanha, situado no distrito de Stendal, no estado de Saxônia-Anhalt. Tem 67,09 km² de área, e sua população em 2019 foi estimada em 853 habitantes.